# Друг председник центарфор
Друг председник центарфор је југословенски филм из 1960. године. Режирао га је Жорж Скригин, а сценарио су писали Димитрије Аћимовић и Михајло Хабул.

## Радња
Филм прати прославу седмогодишњице сељачке радне задруге, у провинцији где се нове идеје тешко прихватају. Као и активност свештеника који жели да рестаурира иконостас, локалне интриге фотографа, у градићу у коме становници желе да постану фудбалски шампиони.

## Улоге
| Глумац              | Улога                  |
| ------------------- | ---------------------- |
| Мија Алексић        | Марисав                |
| Оливера Марковић    | Гина                   |
| Северин Бијелић     | Мирко                  |
| Павле Вуисић        | Радиша                 |
| Перо Квргић         | Ненад Томановић        |
| Татјана Бељакова    | Олга                   |
| Соња Хлебш          | Лолита                 |
| Зденка Хершак       | Ненадова жена          |
| Страхиња Петровић   | Стари ратник Солунац   |
| Дејан Дубајић       | свештеник Радоје       |
| Љубиша Јовановић    | управник задруге       |
| Милан Ајваз         | Алексије               |
| Растко Тадић        | Милован                |
| Петар Банићевић     |                        |
| Љубомир Дидић       | Ђоле                   |
| Каја Игњатовић      | Попадија               |
| Сима Илић           |                        |
| Воја Јовановић      |                        |
| Златко Мадунић      | Голман Радојица        |
| Стеван Миња         | Берберин               |
| Софија Перић Нешић  | Јаворка                |
| Јожа Рутић          | Тренер                 |
| Јовиша Војиновић    |                        |
| Милорад Миша Волић  | муштерија у берберници |
| Слободан Стојановић | Одборник               |
| Александар Павић    | месни пијанац          |

Комплетна филмска екипа  ▼
| Редитељ                   | Жорж Скригин        |                      |
| Сценариста                | Димитрије Аћимовић  |                      |
| Сценариста                | Михајло Хабул       |                      |
| Композитор                | Бојан Адамич        |                      |
| Директор фотографије      | Велибор Андрејевић  | директор фотографије |
| Монтажер                  | Олга Скригин        |                      |
| Сценограф                 | Миомир Денић        |                      |
| Уметнички директор        | Миодраг Николић     |                      |
| Декоратер сцене           | Радослава Спахић    |                      |
| Костимограф               | Анђелка Слијепчевић |                      |
| Одсек за шминку           | Марија Кордић       | шминкерка            |
| Одсек за шминку           | Вера Рашић          | шминкерка            |
| Помоћник режије           | Бранко Савић        | помоћник редитеља    |
| Помоћник режије           | Ђорђе Вучинић       | помоћник редитеља    |
| Одсек за звук             | Душан Алексић       | тон мајстор          |
| Одсек за камеру и расвету | Секула Бановић      | пратилац камере      |
| Одсек за камеру и расвету | Бранко Ердељи       | пратилац камере      |
| Одсек за камеру и расвету | Витомир Величковић  | пратилац камере      |
| Одсек за монтажу          | С. Симић            | асистент монтажера   |
| Остала екипа              | Добрила Павловић    | секретар режије      |